# The Best of Me (album Bryan Adams)
The Best of Me  è il secondo greatest hits del cantante rock canadese Bryan Adams pubblicato il 15 novembre 1999 dalla A&M Records. 
È stato pubblicato in tutto il mondo nel 1999, e negli Stati Uniti nel 2001. È stata il suo ultimo lavoro per A&M Records.
Al momento della sua realizzazione iniziale, una edizione speciale set 2 - disco è stato emesso con brani live . Un'altra edizione speciale 2 - cd set è stato pubblicato quando l'album è stato pubblicato negli Stati Uniti, soprannominato "Special Tour Edition" , che porta tre tracce extra . 
Questo album vede Adams tornare a collaborare con Robert John "Mutt" Lange  dopo l'album On a Day Like Today del 1998.
La raccolta vende 2 milioni di copie in Europa; in totale le vendite si stimano in circa 3 milioni di copie.

## Tracce
1. The Best of Me – 3:33 (Bryan Adams, Robert John "Mutt" Lange)
2. Can't Stop This Thing We Started – 4:29 (Adams, Lange)
3. I'm Ready – 4:29 (Adams, Jim Vallance)
4. Summer of '69 – 3:34 (Adams, Vallance)
5. Let's Make a Night to Remember – 6:19 (Adams, Lange)
6. All for Love (feat. Rod Stewart e Sting) – 4:36 (Adams, Lange, Michael Kamen)
7. Have You Ever Really Loved a Woman? – 4:48 (Adams, Lange, Kamen)
8. Run to You – 3:54 (Adams, Vallance)
9. Cloud Number Nine (Chicane remix) – 4:11 (Adams, Max Martin, Gretchen Peters)
10. (Everything I Do) I Do It for You – 6:34 (Adams, Lange, Kamen)
11. Back to You – 4:30 (Adams, Eliot Kennedy)
12. When You're Gone (feat Melanie Chisholm) – 3:25 (Adams, Kennedy)
13. Please Forgive Me – 5:58 (Adams, Lange, Kamen)
14. The Only Thing That Looks Good on Me Is You – 3:37 (Adams, Lange)
15. Inside Out – 4:47 (Adams, Peters)
16. 18 til I Die – 3:30 (Adams, Lange)

Nota:
L'edizione italiana dell'album presenta come traccia n.16 il brano : "Io vivo (in te)" scritto per Adams dal cantautore italiano Zucchero Fornaciari. Il brano è la cover italiana di "I'm Ready", presente sullo stesso CD come traccia n.3 in una versione live.
È presente anche una ghost-track, il brano n.17 : "Don't Give Up", duetto con Bryan Adams e Chicane.

### Special Tour Edition bonus disc
1. Summer of '69 (Live from South Africa) – 3:34
2. Back To You (Live from South Africa) – 5:28
3. Can't Stop This Thing We Started (Live from South Africa) – 5:12
4. Have You Ever Really Loved a Woman? (Live from South Africa) – 4:52
5. Rock Steady (Live from South Africa) – 5:23
6. Cloud Number Nine (Live at Slane Castle) – 4:09
7. I'm Ready (Live at Slane Castle) – 4:34
8. Cuts Like a Knife (Live at Slane Castle) – 6:02

## The Best of Me Tour
The Best of Me Tour  è il tour musicale a supporto dell'album raccolta The Best of Me, pubblicato nel Novembre 1999 dal cantante rock canadese Bryan Adams.
Nel gennaio del 2000 dal Canada prende il via il The Best of Me Tour, continuo del precedente White Elephant Tour, il tour del nuovo millennio.
Come nel precedente White Elephant Tour la band è composta da tre elementi: Adams, Keith Scott e Mickey Curry.
Nel corso del tour le 2 date presso il Budokan di Tokio vengono registrate live il 15 giugno e il 16 2000. L'album che viene pubblicato nel giugno 2003, contiene sia un DVD del concerto dal vivo, e un CD con quindici delle canzoni registrate durante le due serate.
Il 26 agosto del 2000 viene registrato Live at Slane Castle un video live presso Slane Castle in Irlanda, allo spettacolo che vede Bryan Adams headliner partecipa Melanie C, con la quale duetta in When You're Gone; Bryan Adams: Live at Slane Castle include le canzoni (Everything I Do) I Do It for You,  Cuts Like a Knife, Summer of '69, 18 Till I Die, Run to You e altre canzoni. Al concerto partecipano circa 70.000 spettatori.

## Classifiche

### Classifiche settimanali
| Classifica (1999-00)    | Posizione massima |
| ----------------------- | ----------------- |
| Australia               | 18                |
| Austria                 | 4                 |
| Belgio (Fiandre)        | 3                 |
| Belgio (Vallonia)       | 30                |
| Canada                  | 14                |
| Finlandia               | 16                |
| Germania                | 7                 |
| Irlanda                 | 18                |
| Italia                  | 36                |
| Norvegia                | 2                 |
| Nuova Zelanda           | 43                |
| Paesi Bassi             | 13                |
| Regno Unito             | 12                |
| Regno Unito (downloads) | 15                |
| Regno Unito (physical)  | 12                |
| Scozia                  | 15                |
| Svezia                  | 20                |
| Svizzera                | 3                 |

### Classifiche di fine anno
| Classifica (1999) | Posizione |
| ----------------- | --------- |
| Belgio (Fiandre)  | 25        |
| Regno Unito       | 44        |
| Classifica (2000) | Posizione |
| Australia         | 95        |
| Austria           | 39        |
| Belgio (Fiandre)  | 45        |
| Canada            | 104       |
| Germania          | 73        |
| Regno Unito       | 80        |